# Visualisation des cibles mobiles
Pour les articles homonymes, voir pour les articles homonymes des sigles VCM et MTI.
La visualisation des cibles mobiles (VCM) (en anglais Moving Target Indicator ou MTI) est une des fonctions offertes par certains radars. Cette fonction consiste à éliminer les échos venant des cibles fixes pour ne traiter que les échos des cibles mobiles. Les cibles fixes renvoient un écho radar à la fréquence du signal reçu, alors que les cibles mobiles modifient la fréquence du signal renvoyé. Cet effet est connu sous le nom d'effet Doppler. La différence entre la fréquence reçue et la fréquence renvoyée (telle que perçue par le radar) est fonction de la vitesse de la cible par rapport au radar.

## Effet Doppler

Effet Doppler-Fizeau : la fréquence augmente quand l'émetteur se rapproche ou inversement quand on se rapproche de l'émetteur

Pour démontrer l'effet Doppler-Fizeau, prenons comme exemple les vagues se cassant sur une plage. Les vagues arrivent régulièrement toutes les T secondes. La mer envoie des vagues toutes les T secondes à une vitesse c et la distance entre deux vagues est λ. Donc :
{\displaystyle T={\frac {\lambda }{c}}} ou bien {\displaystyle F={\frac {c}{\lambda }}\qquad {\begin{cases}F\ est\ la\ fr{\acute {e}}quence\ des\ vagues\end{cases}}}
Si maintenant, on avance dans l'eau à une vitesse {\displaystyle {\vec {V}}}, la vague nous frappe avec une période différente T' plus courte car vous raccourcissez la distance à parcourir par votre déplacement. Cependant cet effet est proportionnel à la composante parallèle au déplacement, soit v. En effet, si vous vous déplacez parallèlement à la plage, vous ne changez pas la distance entre les vagues. On calcule la variation de T'  ainsi :
{\displaystyle T'={\frac {\lambda }{c+v}}} ou {\displaystyle F'={\frac {c}{\lambda }}+{\frac {v}{\lambda }}} ou {\displaystyle F'=F+{\frac {v}{c}}F}
On appelle fréquence Doppler la différence entre F' (fréquence reçue) et F (fréquence émise)
{\displaystyle \Delta F={\frac {v}{c}}F}
Si vous avancez dans l'eau, la fréquence Doppler sera positive. Si vous allez vers la plage la fréquence reçue sera plus petite que F et la fréquence Doppler sera négative. (Une fréquence négative est une fréquence « normale » de phase inversée de π par rapport à celle définie comme positive)
On constate que la fréquence Doppler apparaît quand il y a un mouvement relatif de rapprochement ou d'éloignement entre l'émetteur et le récepteur. Supposons que vous puissiez renvoyer les vagues reçues (toujours en avançant dans l'eau à la vitesse v). Vous ne pouvez renvoyer que ce que vous recevez, donc des vagues à la fréquence F'. Un observateur en mer recevra alors des vagues à la fréquence F".
{\displaystyle F''=F'+{\frac {v}{c}}F'}
En remplaçant F' par sa valeur :
{\displaystyle F''=F+{\frac {2v}{c}}F+{\frac {v^{2}}{c^{2}}}F}
Si on suppose que c est beaucoup plus grand que v, ce qui est le cas pour les ondes électromagnétiques, le troisième terme est négligeable devant les deux premiers. La fréquence Doppler liée à votre déplacement, perçue par l'émetteur, sera la différence de fréquences entre celle qu'il a émise et celle qu'il recevra.
{\displaystyle \Delta F={\frac {2v}{c}}F}

### Fréquence Doppler pour un radar à impulsions
Dans le cas d'un radar à impulsion, il convient de préciser la nature du signal Doppler. L'impulsion radar dure en moyenne 1 μs. La fréquence d'émission est généralement comprise entre 1 et 16 gigahertz et la vitesse de l'onde est celle de la lumière 300 000 km/s. Calculons le {\displaystyle \Delta F} pour une fréquence de 16 gigahertz et une cible se déplaçant à 1 800 km/h (soit 0,5 km/s) :
{\displaystyle \Delta F={\frac {2\times 0,5}{300\,000}}16\,000\,000\,000=53,330\,} hertz
Remarquons que les valeurs choisies dans le calcul précédent donnent une plus grande fréquence que dans la plupart des cas réels. En général, les avions vont souvent moins vite et leur trajectoire n'est pas forcément dans l'axe du radar, donc v n'est qu'une fraction de {\displaystyle {\vec {V}}}. De plus les fréquences d'émission peuvent être plus basses, surtout pour les radars de veille (généralement 1 à 3 gigahertz, 16 gigahertz est courant pour les radars de poursuite qui ont une impulsion plus courte que 1 μs).
Le signal reçu a donc une période de {\displaystyle 6,25\cdot 10^{-5}} μs (l'inverse de {\displaystyle 53,330+16\cdot 10^{9}}). On constate que cette période est plus petite que la durée de l'impulsion émise (1 μs). La fréquence Doppler ne peut donc pas être analysée sur une impulsion et il est donc impossible d'extraire la vitesse renvoyée par la cible.

### Contournement du problème
Comme la différence de fréquence sur une impulsion est trop petite, on utilise à la place la différence de phase entre le signal original et les impulsions successives revenant de la même cible (paire d'ondes pulsées). Les impulsions sont produites par un oscillateur dont on connaît les caractéristiques et la phase de départ, alors que la phase des impulsions sera décalée et entre chaque impulsion, la cible se déplace légèrement changeant continuellement la différence de phase. L'intensité d'une impulsion après un aller-retour est donnée par :
{\displaystyle I=I_{0}\sin \left({\frac {4\pi x_{0}}{\lambda }}\right)=\sin \left(\phi _{0}\right)}
{\displaystyle O{\grave {u}}:\quad {\begin{cases}x=distance\ radar-cible\\\lambda =longueur\ d'onde\\\Delta t=temps\ entre\ deux\ impulsions\end{cases}}.}

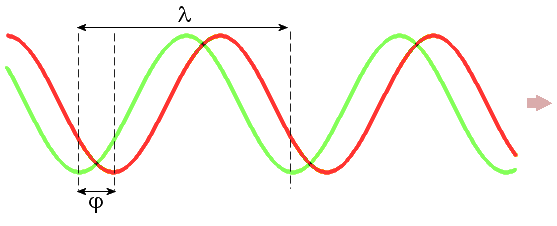
Différence de phase entre deux ondes revenant d'une cible ayant bougée

L'intensité d'une impulsion subséquente revenant de la cible qui a légèrement bougé est donnée par :
{\displaystyle I=I_{0}\sin \left({\frac {4\pi (x_{0}+v\Delta t)}{\lambda }}\right)=I_{0}\sin \left(\phi _{0}+\Delta \phi \right)}
Donc {\displaystyle \Delta \phi =\left({\frac {4\pi v\Delta t}{\lambda }}\right)}
{\displaystyle v=vitesse\ des\ cibles\ ={\frac {\lambda \Delta \phi }{4\pi \Delta t}}}
En fait tout se passe comme si le radar prélevait des échantillons de la fréquence Doppler. On peut ainsi trouver la variation de phase en démodulant le signal de retour avec le signal original.

### Théorème de Shannon
Comme l'angle {\displaystyle \,\phi } ne peut varier qu'entre -{\displaystyle \pi } et +{\displaystyle \pi } dans un Sinus, on se trouve devant une ambiguïté si on dépasse ces valeurs et on ne peut noter une vitesse supérieure à :
{\displaystyle Vitesse_{max}=\pm {\frac {\lambda }{4\Delta t}}}
C'est ce qu'on appelle la vitesse de Nyquist. Pour obtenir une meilleure détermination de la vitesse des cibles, il faut envoyer des impulsions très rapprochées, donc avec {\displaystyle \,\Delta t} très petit. On retrouve ici les problèmes d'échantillonnage. Il est évident que le radar se comporte comme un stroboscope pour la cible. Imaginez un stroboscope qui éclaire tous les temps {\displaystyle T_{r}} une roue de bicyclette dont un rayon serait peint en blanc.
- Si le rayon a fait moins d'un demi-tour entre deux éclairs, on verra tourner la roue dans le bon sens et à sa véritable vitesse. La fréquence de la roue est alors plus petite que la moitié de la fréquence du stroboscope. On peut écrire :
Si {\displaystyle 0<F_{roue}<{\frac {F_{stroboscope}}{2}}} alors {\displaystyle F_{mesure}=F_{roue}}
- Si le rayon a fait un peu plus d'un demi-tour entre deux éclairs, on verra tourner la roue en sens inverse. La fréquence de la roue est alors plus grande que la moitié de la fréquence du stroboscope. La fréquence perçue est « négative » par rapport à la fréquence réelle et inférieure en valeur absolue à la moitié de la fréquence du stroboscope.

Si {\displaystyle {\frac {F_{stroboscope}}{2}}<F_{roue}<F_{stroboscope}} alors {\displaystyle 0<F_{mesure}<-{\frac {F_{stroboscope}}{2}}}
- Si le rayon a fait un nombre entier de tours entre deux éclairs, la roue paraîtra fixe (vitesse ou fréquence aveugle).
- Si le rayon a fait plusieurs tours plus une portion de tour, on verra toujours tourner la roue à une fréquence comprise entre {\displaystyle -{\frac {F_{stroboscope}}{2}}} et {\displaystyle +{\frac {F_{stroboscope}}{2}}}
Pour nous, la fréquence du stroboscope est la fréquence de récurrence du radar {\displaystyle F_{r}} qui est de l'ordre de kilohertz (si on admet que le temps {\displaystyle T_{r}} est de l'ordre de la milliseconde). Donc, si la fréquence Doppler ne correspond pas à un multiple de la fréquence de récurrence, on verra un signal, et la vitesse perçue sera plus faible que la vitesse réelle de la cible. Cela n'a pas d'importance car c'est suffisant pour décréter que la cible bouge. Un problème apparaît quand la fréquence Doppler est un multiple exact de la fréquence de récurrence : la cible mobile paraît fixe. Pour éliminer ce problème il suffit de wobuler la fréquence de récurrence, c'est-à-dire de modifier la fréquence de récurrence à chaque émission.

## La démodulation réelle
Le principe est décrit avec un seul oscillateur. La plupart des radars en comportent deux :
- Un premier oscillateur local en hyper-fréquence sert au changement de fréquence dans le récepteur. Il transforme l'écho hyperfréquence en fréquence intermédiaire.
- Le second oscillateur en fréquence intermédiaire sert à réaliser la démodulation finale pour transformer l'écho en impulsion continue. C'est cette impulsion qui peut être positive, négative ou nulle. Quand cet oscillateur est « libre », on l'appelle « coho » (oscillateur cohérent). Il est asservi en fréquence et en phase par l'impulsion émission (voir boucle CAF). Dans les radars entièrement cohérents, il n'y a pas de problème d'asservissement car c'est un seul oscillateur qui génère toutes les fréquences dont le radar a besoin : fréquence de l'émission, de l'oscillateur local, de l'oscillateur à fréquence intermédiaire, de la récurrence (la synchro radar), et toutes les synchros nécessaires.

## Principe d'un MTI simple
Le filtre MTI de base peut se décrire de la façon suivante :
un soustracteur qui réalise la différence entre les niveaux des échos démodulés de la récurrence en cours et les niveaux des échos démodulés de la récurrence précédente.
Tandis que cette RAM se décharge de la récurrence précédente sur le soustracteur, elle se charge de la récurrence en cours et ainsi de suite.
En « filtrage numérique » un tel filtre s'appelle « filtre SINUS ». En général, les filtres MTI sont plus complexes mais réalisent toujours cette soustraction.